# George French
George French (* 23. Februar 1944 in New Orleans; † 28. August 2024 in Metairie) war ein US-amerikanischer Rhythm-&-Blues und Jazzmusiker (Kontrabass, Gesang).

## Leben und Wirken
George French war Mitglied einer bekannten Musikerfamilie aus New Orleans; sein Vater war der Banjoist und Bandleader Albert „Papa“ French; der Schlagzeuger Gerald French ist sein Sohn. Als Musiker war er großteils Autodidakt. Zunächst war er in den 1950er und 1960er Jahren auf einigen R-&-B-Aufnahmen zu hören, darunter Robert Parkers „Barefootin“, Earl Kings „Trick Bag“ und einer frühen Version von „Handa Wanda“ von The Wild Magnolias. Dann begleitete er u. a. die Jazzsängerinnen Germaine Bazzle und Wanda Rouzan, James Rivers, den Zydeco- und Blues-Akkordeonisten Bruce „Sunpie“ Barnes sowie Art und Aaron Neville.
In späteren Jahren arbeitete er bei seinem älteren Bruder, dem Schlagzeuger Bob French, der die Original Tuxedo Jazz Band von ihrem Vater nach dessen Tod übernahm. Weiterhin sang er bei Johnny Adams und wirkte auch mit der Tradition Hall Jazz Band, der Dirty Dozen Brass Band, Wendell Brunious, dem New Orleans C.A.C. Jazz Orchestra und anderen zusammen. Mit eigenen Combos veröffentlichte er zwei Alben. Im Bereich des Jazz war er laut Tom Lord zwischen 1961 und 2017 an 24 Aufnahmesessions beteiligt, u. a. auch mit Frank Trapani (Down in Honky Tonk Town), Cousin Joe, Teddy Riley, den Dukes of Dixieland, Bob O’Rourke, James Rivers, zuletzt mit Roderick Paulin.

## Diskographische Hinweise
- Bob French and The Storyville Jazz Band (Second Line, um 1978), mit Teddy Riley, Waldren „Frog“ Joseph, Otis Bazoon, Ellis Marsalis
- Bob French: Tradition Hall Jazz Band (Sandcastle, um 1978), mit Wendell Brunious, Freddie Lonzo, Don Suhor, Jeanette Kimball, Frank Fields, Joseph „Cornbread“ Thomas
- Germain Bazzle & Friends: The New New Orleans Music: Vocal Jazz (Rounder, 1987), mit Red Tyler, Emile Vinette, James Black
- George French Band: It’s a Beginning (Nia, 2000)